# リガ (小惑星)
リガ (1796 Riga) は小惑星帯の外縁部に位置する小惑星。1966年にロシアの天文学者ニコライ・チェルヌイフが発見した。
ラトビア共和国の首都、リガから命名された。